# 人工意識
人工意識，（英語：Artificial Consciousness, AC），是一個涉及認知機器人學的領域，其目的是研究合成一個具有意識的人造物需要哪些必要條件。
神經科學的研究推測意識是由互相連結的腦區交互作用所產生的，这些脑区被称为意识相关神经区（NCC）。然而也有人反对这样的观点。人工意識的支持者則認為電腦可以模擬這種尚未完全明瞭的意識交互行為。在最近的研究裡，Steven Ericsson-Zenith認為目前還缺少新方法和新機制去解釋神經元的行為如何產生意識。在人工智能哲学中关于心灵、意识和精神状态的讨论中，人工意识也是一个经常出现的话题。

## 哲学观点
关于意识的理论假设有很多种，所以关于人工意识的操作方案也有很多种。在哲学的语境下，关于意识最常见的分类方法可能是分为取用意识（Access consciousness）与现象意识（Phenomenal consciousness）。取用意识包括那些可以被知觉到的经验概念，而现象意识指的是那些不能被知觉到的，包括“纯感觉”、“它是怎样的”或者是感质。 (Block 1997).

### 关于可能性的争论
类型物理主义者和其他怀疑论者坚持认为，意识只能够在特别的物理系统中产生，因为意识的某些特性依赖于物理构成 (Block 1978; Bickle 2003).
Giorgio Buttazzo在他的文章《人工意识：幻想还是真实的可能》（"Artificial Consciousness: Utopia or Real Possibility"）中写道：我们现有的技术水平所能达到的自主水平“计算机在完全自主的运行模式下，不能表现出创造性、情感或者自由意志。一台计算机就像洗衣机一样，是由各部件构成的奴隶。” 
对于其他理论家（例如功能主义者），他们将精神状态定义为因果关系序列。任何系统，不管其物理构成如何，只要能够形成同样的因果关系模式，就可以被认为拥有精神状态，包括意识。 (Putnam 1967)

#### 基于计算的观点
关于人工意识的可能性，最明确的一个观点来自于戴维·查尔莫斯。他在文章 Chalmers 2011中提出，对于构建一个有意识的心灵来说，恰当类型的计算就足够了。在摘要中，他这样定义他的目标：计算机能够执行计算。计算可以把握其他系统的抽象因果结构。
查默斯的观点中最具争议的部分是，他认为精神特性是“结构不变的”。精神的属性分为两方面，心理学的和现象学的。心理学属性，例如信仰和知觉，是“由其因果关系定义的”。他根据Armstrong 1968 和 Lewis 1972 这两篇文章提出“具有同样因果拓扑结构的系统...会具有同样的心理学属性。”
现象学属性初看起来并不能够通过它们的因果关系结构来定义。要建立用因果关系结构来说明现象学属性的理论，需要经过证明。查默斯为此提出了 “跳舞的感质证明”（页面存档备份，存于） ：查默斯首先假设，拥有不同的因果结构的智能主体可以拥有不同的体验。然后他让读者想象将其中一个主体逐个更换零件（比如硅制成的神经元件），使它渐渐变成另一个主体，在过程中保留它的因果结构不变。根据原假设，在这个变换的过程中，主体的体验会发生变化，然而由于因果拓扑结构没有变化，主体无法从中“意识”到自己的经验哪一点发生了变化。
而人工意识的反对者们认为，查默斯的证明依赖于，默认所有的精神属性和外部链接都可以经过因果结构的抽象过程。

### 伦理学
如果我们确定一个机器具有意识，那么它就需要成为伦理学的主体（例如，它在法律上的地位是什么）。例如，一个有意识的计算机如果被当做工具、当做建筑的中央电脑或者是巨型机器，会造成特殊的混乱。需要为这样的情况制定特别的法律，也需要为意识提供一个法律上的定义（例如，感受快乐和痛苦等情感的能力）。由于人工意识仍然很大程度上属于理论课题，这些伦理问题也并未被广泛讨论或研究，虽然它们常常成为科幻的主题（见下文）。
2003年的洛伯纳奖的规则明确地指出了机器人权益的问题：
61. 如果，在任何一年里，一个经由萨里大学或者剑桥中心参赛的，可公开获得的开源参赛者获得了银奖或者金奖，那么奖牌和奖金将授予对此参赛者负责的实体。如果这样的实体无法识别，或者两个或更多的申领人之间有争议，那么奖牌和奖金将被保留在基金中直到该参赛者可以合法地在美国或者参赛地拥有对奖牌和奖金的权利。

## 研究与实施方案

### 意识的各方面
意识有很多方面被认为是为机器建造一个人工意识所必需的。伯纳德·巴尔斯(Baars 1988) 等人提出了一系列需要意识参与的功能，包括定义与语境设定、适应与学习、整合、标记与纠错、召集与控制、排序与存取访问、决策或执行功能、模仿能力、元认知与自我观察功能、自编程与自我维持功能。Igor Aleksander为人工意识提供了12条标准(Aleksander 1995)，包括：脑是一台状态机器、内部神经元分区、有意识与无意识状态、知觉学习与记忆、预测、自我意识、 意义代表、话语学习、语言学习、意愿、直觉以及情绪。人工意识的目标是定义意识的这些方面，是否以及如何能够在一台人工的机器，例如数字计算机内工程合成。这个名单并未穷尽，还有许多其他并未包含在内。

#### 覺察
覺察是人工意识中必需的一部分，但是关于“覺察”的确切定义还有许多问题。关于猴的镜像神经元的实验结果显示，激活神經元的不僅僅是一種狀態或物體，而是一個過程。覺察包括根据来自感觉或者想象的信息构建和测试不同的模型，在做预测的时候也会有效。这样的建模需要很大的可塑性。所要建造的模型包括：物理世界模型、个人的内部状态与过程的模型、其他有意识个体的模型。
至少存在三种类型的覺察：主体覺察（agency awareness）、目标覺察（goal awareness）以及感觉动作覺察（sensorimotor awareness），這三種覺察可能是有意識的也可能不是。例如，你可能通过主体覺察知道你昨天进行了某项行为，但是现在不能意识到它；目标覺察是你可能覺察到你必须寻找一个丢失的物体，但是现在不能意识到它；感觉动作覺察，你可能覺察你的手放在一个物体上，但是现在不能意识到它。
因为被覺察的物体通常会被意识到，所以常常會混淆意识（consciousness）和覺察（awareness）之间的差别，有时它们被当做同义词使用。

#### 记忆
有意识的事件与记忆之间，以学习、复现与检索的方式相互作用。
IDA模型将意识的作用描述为知觉记忆、暂时情节记忆与程序记忆的更新，暂时的情节记忆与陈述性记忆在IDA模型中存在分布式表示，有证据表明它们在神经系统中也是如此。在IDA模型中，这两种记忆的计算采用了彭蒂·卡内尔瓦的稀疏分布式存储器结构。

#### 学习
伯纳德·巴尔斯认为学习对于人工意识来说也同样重要，意识的经验需要得到表示，并且转化为新的和有意义的事件 (Baars 1988) 。阿克塞尔·克里尔曼斯与Luis Jiménez认为，学习可以定义为“一组系统发生学上的高级改变行为，它高度依赖于主体经验的感觉演化，以便让他们拥有在高度复杂、无法预测的环境中灵活控制行为的能力。” (Cleeremans 2001).

#### 预期
伊戈尔·亚历山大认为对于可预知的事件进行预测的能力是人工意识的重要部分。在涌现主义者丹尼尔·丹尼特的《意识的解释》中提出的多重草稿模型可能用于预测：该模型提出了选择最适合的“草稿”来适合当前环境的评价机制。预期包括了预言自我的有意识行为的后果和他人的可能行为的后果。
真实世界中的各种关系在生物的意识中构造出镜像，从而使得生物能够预测事件。而人工意识机器也应该能够预期事件，以便当它们发生的时候进行回应，或者采取必要行为来防止相应事件发生。这暗示着该机器需要可塑性、即时反应的组成部分以便建立真实世界和预测世界的空间、动力学、统计、功能与因果关系模型，使得它足以证明不仅对于过去有意识，对于现在和未来也有意识。为了达到这一点，一个意识机器需要作出一致的预言与偶发事件应对方案，不仅仅针对类似象棋盘这样的固定规则游戏，也要针对会发生变化的新环境，可以在运行中对于真实环境进行恰当的模拟与控制。

#### 主觀經驗
主觀經驗或感質被廣泛認為是意識的難題。事實上，這點的確被認為是對物理主義的挑戰，也更加是對計算主義的挑戰。但從另一方面來看，其他科學領域也遇到了可觀察事物被限制的困擾，例如物理學中的不確定性原則，而這點並沒有使這些科學領域的研究成為不可能。

### 認知架構的作用
主條目：認知架構
術語「認知架構」可指關於人類心靈結構的理論，或指其任何部分或功能，包括意識。在其他語境中，認知架構是心靈結構理論的計算機實現。其中一個例子是QuBIC：Quantum and Bio-inspired Cognitive Architecture for Machine Consciousness（用於機器意識且受量子和生物啟發的認知架構）。認知架構的主要目標之一是將認知心理學的各種成果總結在一個綜合的計算機模型中，但是這些成果需要形式化，才能作為電腦程式的基礎。此外，認知架構也有著讓人工智慧夠清晰地組織、建立和實現其思維過程的作用。

### 符號方法或混合方法

#### 富蘭克林的智能分配代理
斯坦·富蘭克林（Stan Franklin）（1995，2003）定義，當一個自治代理能夠實現伯納德·巴爾斯（Bernard Baars）的全局工作空間理論（Baars1988，1997）所確定的幾種意識功能時，它便具有意識功能。富蘭克林開發的IDA（智慧分發代理）是全局工作空間理論的軟體實作，從定義上講，它在功能上是有意識的。IDA的任務是在美國海軍的水手結束服役後，透過將每個人的技能和偏好與海軍的需求相匹配，為他們談判新的任務。IDA會與海軍資料庫互動，並透過使用自然語言的電子郵件與水手溝通，同時遵守一系列海軍政策。IDA計算模型是在1996-2001年間由孟菲斯大學斯坦·富蘭克林的「意識」軟體研究小組開發的。它「由大約25萬行Java代碼組成，幾乎耗盡了2001年高級工作站的資源。」它在很大程度上依賴於codelets，這些codelets是「特殊用途且相對獨立的小型代理」，通常實作是作為單獨執行緒執行的一小段代碼。在IDA的自上向下的架構中，高級認知功能被明確建模（詳見Franklin1995和Franklin2003）。雖然IDA在功能上是有意識的，但富蘭克林仍未認為『有意識的』軟體代理人IDA有著現象意識的屬性，儘管IDA有著許多類似人類的行為，儘管幾名美國海軍的規劃人員在觀察IDA執行任務時的內外部行動時會一直點頭說『是的，我就是這麼做的』。IDA目前已經擴展到LIDA（學習型智能分配代理）。

#### Ron Sun 的認知架構 CLARION
CLARION提出了一種雙重表徵，解釋了心理過程中有意識和無意識之間的區別。
CLARION成功解釋了各種心理學資料。從簡單的反應技能到複雜的認知技能，CLARION已模擬了一些著名的技能學習任務，任務包括連續反應時間（SRT）、人工文法學習（AGL）、過程控制（PC）、分類推理（CI）、字母算術（AA）和河內塔（TOH）（Sun 2002）。其中SRT、AGL和PC是典型的隱性學習任務，在心理學實驗的背景下使意識的概念得以操作化（operationalization），因此與意識問題極為相關。

#### 本‧格策爾的 OpenCog
本‧格策爾（Ben Goertzel）透過開源OpenCog專案尋求一種體現的AGI。現時的程式碼是在香港理工大學完成，有能夠學習簡單英語命令的體化的虛擬寵物，以及與現實世界機器人技術的整合。

#### DIKWP 視角下的人工智能與人工意識
在擴展的「數據—信息—知識—智慧—意圖（DIKWP）」模型中，段玉聰提出在 DIKW 之上引入「意圖（Purpose, P）」以強調意圖驅動的語義映射與可解釋推理。
在該框架下，該路線將人工意識系統表述為「潛意識（以大型語言模型為代表的統計式語義模組）＋意識（基於 DIKWP 的意圖驅動模組）」，並將 AC 的交互概括為「DIKWP × DIKWP」，即兩個具備意圖處理能力的認知體之間的雙向語義映射、推理與決策；相較之下，常規 AI 的交互多發生在 DIK 或 DIKW 層面。
相關原型已在醫患溝通與物聯網醫療等場景展示：前者把醫患雙方建模為 DIKWP 體以支持雙向可解釋的人機語義溝通；後者把 DIKWP 融合入邊緣—雲協同，並提出受意圖驅動的多代理流程與可追溯決策鏈。

### 聯結主義方法

#### 邁克爾·格拉齊亞諾的注意力基模
2011年，邁克爾·格拉齊亞諾（Michael Graziano）和Sabine Kastler發表了一篇名為《人類意識及其與社會神經科學的關系：一個新穎的假設》的論文，提出了意識作為注意力基模的理論。格拉齊亞諾在他的《意識和社會大腦》一書中發表了對這理論的延伸討論。這種意識的注意力基模理論，正如他所命名的那樣，提出大腦是透過注意力基模來追蹤對各種感覺輸入的注意力，與被充分研究過、追蹤人體空間位置的身體基模類似。這與人工意識有關，藉由提出一種特定的資訊處理機制，產生了我們所謂的經驗和描述為意識的東西，這種意識應該能夠被使用當前技術的機器所複製。當大腦發現人物X覺察到事物Y時，它實際上是在模擬人物X對事物Y施加注意力增強的狀態。在注意力基模理論中，同樣的過程也適用於自己。大腦跟蹤對各種感覺輸入的注意，而一個人的自我覺察是其注意力的基模化模型。格拉齊亞諾還提出了這個過程在大腦中的特定位置，並認為這種覺察是由大腦中的專家系統所建立的計算特徵。

## 延伸阅读
- Baars, Bernard and Franklin, Stan. 2003. How conscious experience and working memory interact. Trends in Cognitive Science 7: 166–172.
- Casti, John L. "The Cambridge Quintet: A Work of Scientific Speculation", Perseus Books Group , 1998
- Franklin, S, B J Baars, U Ramamurthy, and Matthew Ventura. 2005. The role of consciousness in memory （页面存档备份，存于）. Brains, Minds and Media 1: 1–38, pdf.
- Haikonen, Pentti (2004), Conscious Machines and Machine Emotions, presented at Workshop on Models for Machine Consciousness, Antwerp, BE, June 2004.
- McCarthy, John (1971–1987), Generality in Artificial Intelligence （页面存档备份，存于）.  Stanford University, 1971-1987.
- Penrose, Roger, The Emperor's New Mind, 1989.
- Sternberg, Eliezer J. (2007) Are You a Machine? Tha Brain the Mind and What it Means to be Human. Amherst, NY: Prometheus Books.
- Suzuki T., Inaba K., Takeno, Junichi (2005), Conscious Robot That Distinguishes Between Self and Others and Implements Imitation Behavior, (Best Paper of IEA/AIE2005), Innovations in Applied Artificial Intelligence, 18th International Conference on Industrial and Engineering Applications of Artificial Intelligence and Expert Systems, pp. 101–110, IEA/AIE 2005, Bari, Italy, June 22–24, 2005.
- Takeno, Junichi (2006), The Self-Aware Robot -A Response to Reactions to Discovery News-, HRI Press, August 2006.
- Zagal, J.C., Lipson, H. (2009) "Self-Reflection in Evolutionary Robotics",  Proceedings of the Genetic and Evolutionary Computation Conference, pp 2179–2188, GECCO 2009.